# Học viện âm nhạc ở Krakow
Học viện âm nhạc ở Krakow (tiếng Ba Lan: Akademia Muzyczna w Krakowie) là một nhạc viện nằm ở trung tâm Kraków, Ba Lan. Đây là trường cũ của nhà soạn nhạc đương đại nổi tiếng người Ba Lan Krzysztof Penderecki, người cũng là Hiệu trưởng ở đây trong 15 năm. Học viện là nơi duy nhất ở Ba Lan có hai người chiến thắng trong Cuộc thi Chopin quốc tế tại Warsaw (Halina Czerny-Stefańska và Adam Harasiewicz) cũng như một vài người chiến thắng giải thưởng khác trong số cựu sinh viên của trường.

## Bối cảnh lịch sử
Học viện được thành lập vào năm 1888 bởi nhà soạn nhạc nổi tiếng người Ba Lan Władysław Żeleński nhờ các mối liên hệ nghệ thuật và sự bảo trợ của Công chúa Marcelina Czartoryska, một nghệ sĩ piano và cựu học trò của Frédéric Chopin. Cho đến năm 1945, nó hoạt động như một nhạc viện dưới tên Nhạc viện của Hiệp hội âm nhạc hay, Nhạc viện Cracow. Trong thời gian phân vùng của Ba Lan, vì khu vực của Ba Lan và Kraków được cai trị bởi Đế quốc Áo - vào cuối thế kỷ 18, cần phải có sự đồng ý của chính quyền Áo và đáp ứng các yêu cầu của đế quốc đối với tất cả các quốc gia. Ngôi trường mới khai trương đã được Joseph Dachs và Johann Fuchs, cả hai giáo sư của Nhạc viện Vienna kiểm tra và nhận được ý kiến nhiệt tình của họ. Nó đã có một thời kỳ tăng trưởng tuyệt vời trong hai mươi năm giữa hai cuộc chiến dưới thời đạo diễn Wiktor Barabasz và Boleslaw Wallek-Walewski.
Các giáo sư bao gồm những cái tên như Zbigniew Drzewiecki, Jan Gall, Zdzisław Jachimecki, Egon Petri và Severin Eisenberger.
Bị đóng cửa trong thời kỳ phát xít Đức 1939-1945, đặc biệt là sau Sonderaktion Krakau năm 1939, nhạc viện tiếp tục hoạt động ngầm và cuối cùng mở cửa trở lại vào ngày 1 tháng 9 năm 1945, trở thành Trường Trung học Âm nhạc cấp cao kể từ ngày 1 tháng 2 năm 1946 dưới thời hiệu trưởng đầu tiên, GS. Zbigniew Drzewiecki. Năm 1979, nó đã đạt được thứ hạng của một Học viện Âm nhạc. Vào ngày 1 tháng 10 năm 2000, Học viện đã khánh thành cơ sở mới tại 41-43, St. Thomas Street (ul. Sw. Tomasza).

## Kết cấu

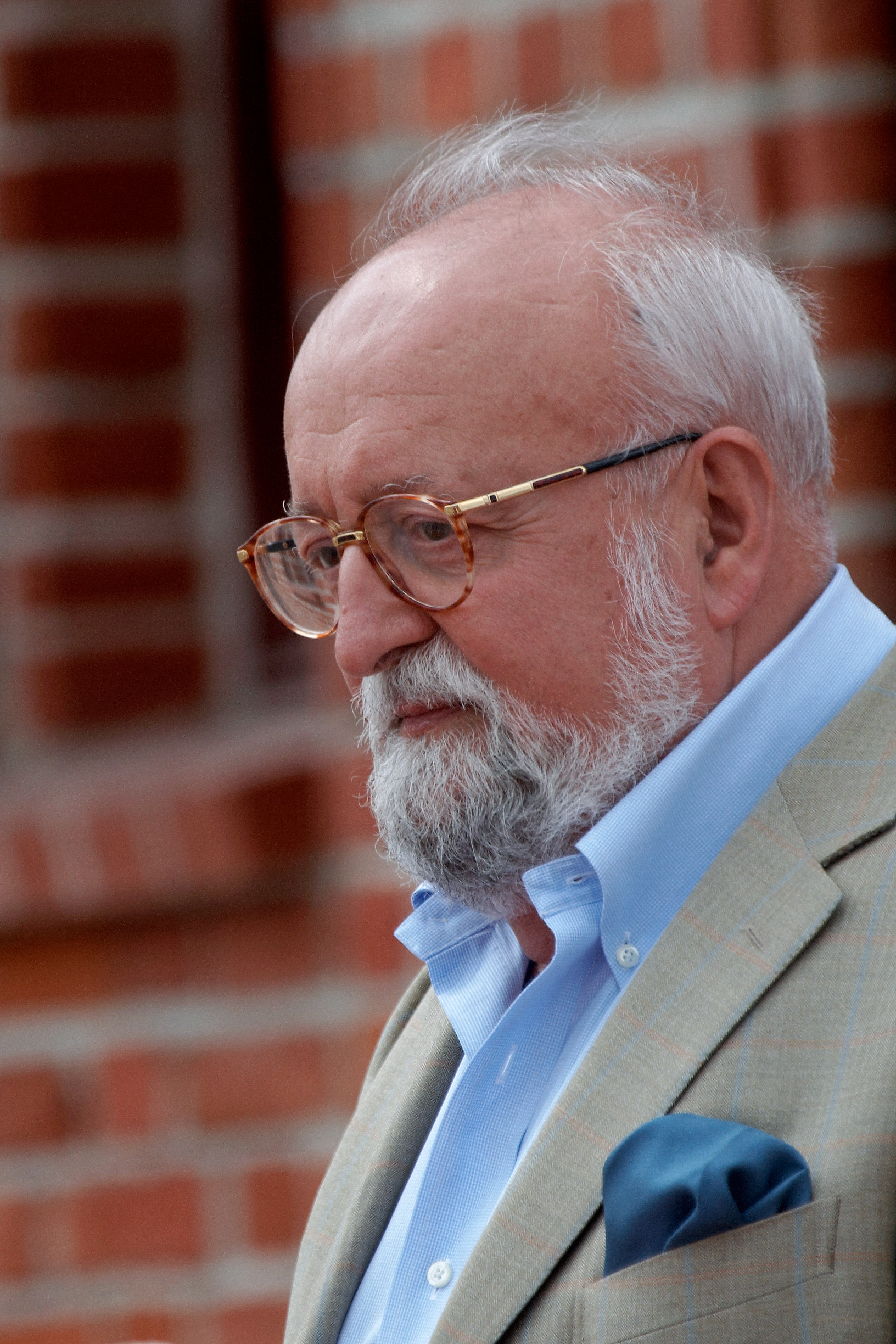
Nhà soạn nhạc Krzysztof Penderecki (sinh năm 1933)

### Khoa sáng tác, trình diễn, phân tích và giáo dục
- Viện sáng tác, ứng xử và lý thuyết âm nhạc
- Viện âm nhạc hợp xướng và giáo dục âm nhạc
- Viện âm nhạc nhà thờ
- Khoa sáng tác
- Khởi hành ứng xử
- Khoa lý thuyết và phân tích
- Khoa đào tạo lý thuyết và âm thanh
- Khoa hợp xướng
- Khoa giáo dục âm nhạc
- Phòng thu âm nhạc điện tử

### Khoa nhạc cụ
- Khoa piano
- Khoa organ
- Nhạc cụ gió, bộ gõ và Accordicon
- Harpsichord và khoa âm nhạc đời đầu
- Khoa Violon và Viola
- Khoa Cello và Double Bass
- Phòng âm nhạc thính phòng
- Khoa Âm nhạc và Jazz đương đại

### Khoa thanh nhạc và kịch
- Phòng thanh nhạc

## Những người liên quan đến học viện

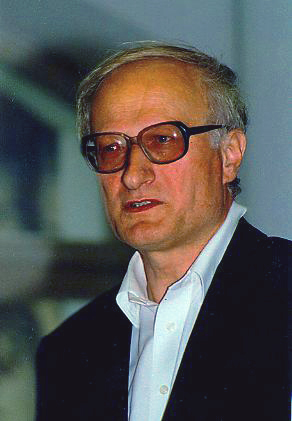
Nhà soạn nhạc Krzysztof Meyer (sinh năm 1943)

### Cựu sinh viên đáng chú ý
Danh sách này không bao gồm những sinh viên tốt nghiệp sau này trở thành nhân viên của Học viện.
- Sylvia ápová-Vizváry, nghệ sĩ piano [2]
- Halina Czerny-Stefańska (nghệ sĩ piano)
- Adam Harasiewicz (nghệ sĩ piano)
- Jan Hoffman (nghệ sĩ piano)
- Kazimierz Kord (nhạc trưởng)
- Adam Kopyciński (nhạc trưởng)
- Abel Korzeniowski (nhà soạn nhạc phim)
- Waldemar Maciszewski (nghệ sĩ piano)
- Władysława Markiewiczówna (nghệ sĩ piano)
- Elżbieta Szmytka (giọng nữ cao)

Từ nghiên cứu sau đại học

- Lidia Grychtołówna (nghệ sĩ piano)
- Wojciech Kilar (nhà soạn nhạc)

### Giảng viên đáng chú ý

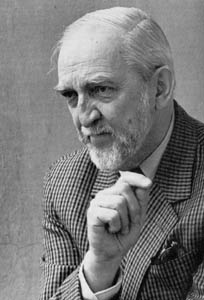
Nhà soạn nhạc Bogusław Schaeffer, b. 1929

#### Học viện trước Thế chiến II
- Zbigniew Drzewiecki
- Jan Gall
- Zdzisław Jachimecki
- Egon Petri
- Severin Eisenberger

#### Học viện sau năm 1945
Cũng tốt nghiệp Học viện:
- vMarcel Chyrzyński (nhà soạn nhạc)
- Jerzy Katlewicz (nhạc trưởng)
- Krzysztof Meyer (nhà soạn nhạc)
- Krzysztof Penderecki (nhà soạn nhạc)
- Andrzej Pikul (nghệ sĩ piano)
- Paweł Przytocki (nhạc trưởng)
- Bogusław Schaeffer (nhà soạn nhạc)
- Stanisław Skrowaczewski (nhạc trưởng)
- Regina Smendzianka (nghệ sĩ piano)
- Jadwiga Szamotulska (nghệ sĩ piano)

Sinh viên không tốt nghiệp

- Peter Holtslag (người ghi âm và người chơi flauto traverso)
- Stefan Kisielewski (nhà soạn nhạc)
- Bolesław Kon (nghệ sĩ piano)
- La Mã Palester (nhà soạn nhạc)
- Katarzyna Popowa-Zydroń (nghệ sĩ piano)
- Ada Sari (ca sĩ)
- Jadwiga Szamotulska (nghệ sĩ piano)
- Eugenia Umińska (nghệ sĩ violin)
- Bolesław Woytowicz (nhà soạn nhạc và nghệ sĩ piano)
- Tadeusz mudziński (nghệ sĩ piano)

### Doctorshonoris causa
- 1994 - Krzysztof Penderecki
- 1997 - Paul Sacher
- 2001 - Mieczysław Tomaszewski
- 2003 - Helmuth Rilling
- 2005 - Peter Lukas Graf
- 2007 - Kstallyna Moszumańska-Nazar
- 2008 - Henryk Mikołaj Górecki
- 2013 - Paul Badura-Skoda
- 2015 - Giáo hoàng Benedict XVI
- 2016 - Kaja Danczowska
- 2019 - Barbara wiątek-Żelazna